# Pouteria garcinioides
Pouteria garcinioides är en tvåhjärtbladig växtart som först beskrevs av Kurt Krause, och fick sitt nu gällande namn av Charles Baehni. Pouteria garcinioides ingår i släktet Pouteria och familjen Sapotaceae.
Artens utbredningsområde är Papua Nya Guinea. Inga underarter finns listade i Catalogue of Life.